# Cerveteri
Cerveteri is een gemeente in de Italiaanse provincie Rome (regio Latium) en telt 32.066 inwoners (31-12-2004). De oppervlakte bedraagt 134,4 km², de bevolkingsdichtheid is 199 inwoners per km². De Etruskische necropolis (Necropoli Della Banditaccia) staat op de Werelderfgoedlijst.
De volgende frazioni maken deel uit van de gemeente: Sasso, Ceri, Valcanneto, Cerenova, Campo di Mare, San Martino, I Terzi, Due Casette.
Cerveteri is van oorsprong een belangrijke Etruskische stad (Etruskische naam: C(a)isra; Latijnse naam: Caere), die lid was van de Dodekapolis.
In het Grieks was de stad bekend als Agylla, Άγυλλα.

## Bezienswaardigheden

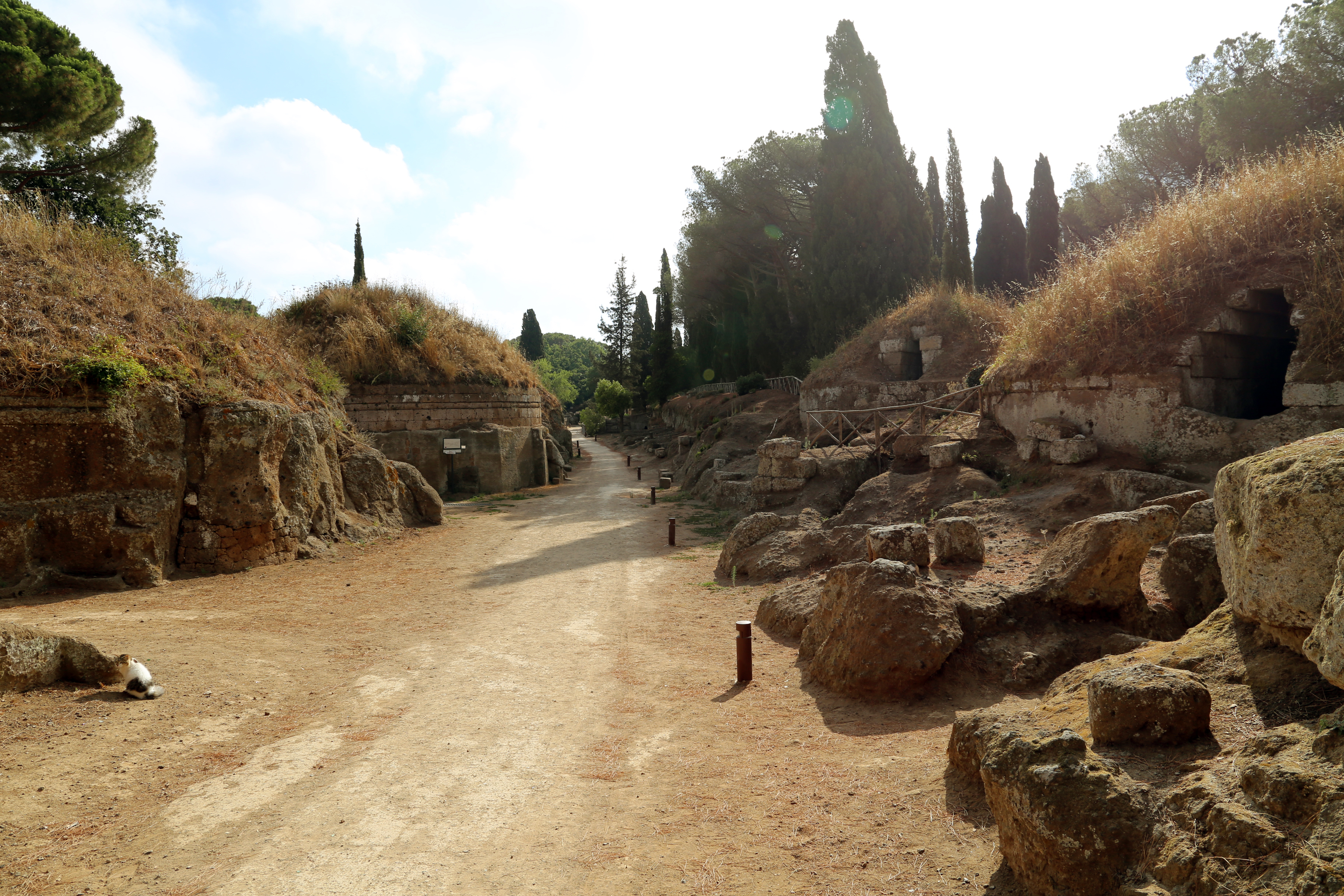
Via degli Inferi, Banditaccia Necropolis.

- de Rocca (kasteel)
- kerk van Santa Maria Maggiore

## Demografie
Cerveteri telt ongeveer 12795 huishoudens. Het aantal inwoners steeg in de periode 1991-2001 met 29,8% volgens cijfers uit de tienjaarlijkse volkstellingen van ISTAT.
| Jaar | Inwoneraantal |
| ---- | ------------- |
| 1991 | 20.625        |
| 2001 | 26.772        |

## Geografie
De gemeente ligt op ongeveer 81 m boven zeeniveau.
Cerveteri grenst aan de volgende gemeenten: Anguillara Sabazia, Bracciano, Fiumicino, Ladispoli, Santa Marinella, Tolfa.